# Fürst von Poix
Seigneurs de Poix und später Princes de Poix und waren die Herren des Ortes, der heute Poix-de-Picardie heißt, im Département Somme.
Die Herrschaft Poix gehörte nacheinander den Familien Tyrel, Soissons-Moreuil, Créquy, Blanchefort, La Trémoille und Noailles. Der Titel Prince de Poix wird noch heute von einem Zweig des Hauses de Noailles getragen.

## Geschichte
Die Geschichte der Herrschaft von Poix lässt sich anhand der bekannten schriftlichen Quellen bis ins 11. Jahrhundert zurückverfolgen, in dem Gauthier Tyrel die Burg von Poix und die benachbarte Burg von Famechon errichten ließ. Im Mittelalter bezeichneten sich die Herren als Fürsten von Poix. Dieser Titel wurde am 12. November 1504 von König Ludwig XII. für Jean II. de Soissons, Herr von Poix und Moreuil, anerkannt. Mit Schreiben vom Juni 1652 erhob König Ludwig XIV. die Herrschaft Poix unter dem Namen Créquy zugunsten von Charles III. de Créquy zum Herzogtum und zur Pairie. Da Charles de Créquy ohne männliche Nachkommen starb, erlosch das Herzogtum und die Pairie mit ihm im Jahr 1687.
Nachdem das Land Poix 1729 an Philippe de Noailles gefallen war, erwirkte dieser durch Patentbriefe von König Ludwig XV., die am 24. Oktober 1765 in Fontainebleau ausgestellt wurden, dass der Titel des Fürstentums, den das Land Poix bis dahin genossen hatte, zu seinen Gunsten beibehalten wurde und dass dieses Land von nun an immer mit dem Titel Fürstentum bezeichnet wurde.

## Familie Tyrel
- Gautier I. Tirel (vor 1030–1068), Seigneur de Poix. Er soll an der Seite von Wilhelm dem Eroberer an der Schlacht von Hastings teilgenommen haben. Seine Sohn ist:
- Gautier II. Tirel (um 1068–vor 1110), Seigneur de Poix. Er soll den englischen König Wilhelm Rufus bei einer Jagd versehentlich getötet haben. Suger von Saint-Denis, Minister und Biograf Ludwigs VI. von Frankreich, behauptet jedoch, dass Gautier II. Tirel ihm gegenüber mehrfach geschworen habe, an diesem Tag weder in der Gesellschaft des Königs gewesen zu sein noch ihn überhaupt gesehen zu haben[1]. ⚭ Adélise, Tochter von Richard de Bienfaite († nach 1125) und Rohese Giffard. Sein Sohn ist:
- Gauthier III. Tyrel, genannt le Généreux (um 1092–nach 1131), Seigneur de Poix. Er gründete 1116 die Kirche und das Priorat Saint-Denis de Poix. Im Jahr 1131 gründete er die Abtei Selincourt, um eine Heilige Träne Christi zu beherbergen. Die Abtei wurde zur Nekropole der Familie Tyrel. Sein Sohn ist:
- Hugues I. Tyrel (–um 1158), Seigneur de Poix. Sein Sohn ist:
- Hugues II. Tyrel (–1191), Seigneur de Poix. Er soll am Dritten Kreuzzug teilgenommen und 1191 bei der Belagerung von Akkon gestorben sein; ⚭ Isabelle de Wignacourt. Ihr Sohn ist:
- Gauthier IV. Tyrel (–1228), Seigneur de Poix. Er verlieh der Stadt Poix-de-Picardie im Jahr 1208 eine kommunale Charta. Ihr Sohn ist:
- Hugues III. Tyrel (–1272), Prince de Poix, getötet in Namps-au-Val im Kampf gegen Johann I., Graf von Aumale, und die Herren von Romescamps, Conty und Picquigny. Sein Sohn ist:
- Guillaume I. Tyrel (um 1240–1302). Sein Sohn ist:
- Guillaume II. Tyrel (–1322), Seigneur de Poix. Er war Hauptmann der Kavallerie und diente bis 1316 unter dem Guy III., Comte de Saint-Pol mit 2 Rittern 9 Knappen. Er nahm an der Sporenschlacht (11. Juli 1302) und an der Schlacht von Mons-en-Pévèle (18. August 1304) teil. Er begleitete den Connétable Gaucher de Châtillon nach Pamplona, wo Ludwig, der älteste Sohn des französischen Königs Philipp des Schönen, am 1. Oktober 1307 zum König von Navarra gekrönt wurde. Sein Sohn ist:
- Jean I. Tyrel (X 26. August 1346 in der Schlacht bei Crécy), Seigneur de Poix. Er kämpfte am 6. Mai 1337 in Gisors auf offenem Feld gegen Pierre III., Chevalier, Sire de Sarcus, wegen der Burg Fricamps, um das es einen Streit zwischen den beiden Herren gegeben hatte. Im Jahr 1346 wurde Poix von den Engländern eingenommen und niedergebrannt, die die Burg zerstörten und die Bevölkerung töteten.[2] Jean Tyrel und sein ältester Sohn entkamen dem Gemetzel. Jean Tyrel wurde am 26. August 1346 in der Schlacht von Crécy zusammen mit seinem Sohn Bernard und seinem Schwager Robert de Rambures getötet. Jean I. hinterließ seinen Sohn Jean II. als Nachfolger:
- Jean II. Tyrel (–1361), Seigneur de Poix. Er nahm mit seinem Vater an der Schlacht von Crécy teil. Er diente 1352 und 1353 im Périgord und kämpfte 1356 in der Schlacht von Poitiers. Er wurde Lieutenant-général des Königs in der Picardie und starb 1361 im Languedoc, als er unter dem Befehl des Connétable Robert de Fiennes in der Kompanie des Marschalls Audrehem kämpfte; ⚭ Agnes de Soyécourt, Dame de Séchelles. Ihr Sohn ist:
- Jean III. Tyrel (–um 1383), Seigneur de Poix. 1369 kämpfte er mit Guy de Luxembourg-Ligny, Comte de Saint-Pol, und Hugues de Châtillon gegen die Engländer, um sie aus Abbeville zu vertreiben, und wurde in Ponthieu gefangen genommen. Das für seine Freilassung verlangte Lösegeld betrug 9000 französische Florin, eine Summe, die viermal so hoch war wie sein gesamter Besitz. ⚭ Marguerite de Châtillon. Ihr Sohn ist:
- Jean IV. Tyrel (–1402), Seigneur de Poix. Er schloss sich der Partei des Herzogs von Burgund und wurde 1402 getötet, als er die Burg Argueil gegen die Engländer verteidigte. ⚭ Jeanne des Quesnes. Ihr Sohn ist:
- Jean V. Tyrel (X 25. Oktober 1415 in der Schlacht von Azincourt), Seigneur de Poix. ⚭ 1404 Marguerite de Bracquemont, Tochter von Guillaume I. de Bracquemont. Ihr Sohn ist:
- Philippe Tyrel (1405–1417), die Herrschaft Poix fiel an Marguerite Tyrel, die Schwester von Jean V.
- Marguerite Tyrel (–nach 1437), Erbin von Poix und Regnière-Écluse; ⚭ um 1400 Thibaut de Soissons, Chevalier, Sire de Moreuil, Vicomte de Coeuvres, Vicomte de Mont-Notre-Dame († 28. April 1434), der durch seine Frau zum Sire de Poix wurde. Er war Kammerherr des Königs König Karl VI., Capitaine und Gouverneur von Soissons für den Herzog von Orléans; er war auch Gehilfe des Gouverneurs von Boulogne und der Picardie und wurde 1418 bei der Belagerung von Rouen von Heinrich V. von England, gefangen genommen. Ihr Sohn ist:

## Familie Moreuil-Soissons
- Valeran de Moreuil-Soissons († 1464), Seigneur de Poix, Moreuil, Bailli d'Amiens, Chambellan der Herzogs von Burgund; ⚭ 1425 Marguerite de Roye, Tochter von Guy de Roye und Jeanne de Mailly. Ihr Sohn ist:
- Jean I. de Moreuil-Soissons († 1479), Seigneur de Poix, Conseiller und Chambellan der Könige Karl VII. und Ludwig XI., Bailli der Stadt Troyes, Grand-bailli von Vermandois. ⚭ 1451 Jeanne de Craon, Dame de Domart et de Bernaville, Tochter von Jacques de Craon und Bonne de Fosseux. Ihr Sohn ist:
- Jean II. de Moreuil-Soissons († 1519), Seigneur de Poix, Moreuil, Baron de Domart, Conseiller und Chambellan des Königs Ludwig XI., Bailli von Troyes, Grand-bailli von Vermandois, Gouverneur von Montreuil-sur-Mer. Am 12. November 1504 erkannte König Ludwig XII. ihm den Titel des Prinzen von Poix zu. ⚭ (1) 1479 Barbe de Chatillon, Dame de Beauval etc. ⚭ (2) Marie de Bournel, Tochter von Louis de Bournel, Seigneur de Thiembronne. Die Tochter von Jean II. und Barbe de Chatillon ist:
- Jossine de Moreuil-Soissons, Dame de Poix, de Moreuil, de Domart, de Bernaville et de Beauval. ⚭ 1497 Jean VII de Créquy († vers 1547), Seigneur de Pont-Remy, Fressin, Canaples, Gouverneur de Thérouanne. Ihr Sohn ist:

## Familie Créquy
- Jean VIII. de Créquy († 1555), Seigneur de Poix et de Moreuil. ⚭ 1525 Marie d'Acigné. Ihr Sohn ist:
- Jean IX. de Créquy (X 10. August 1557 in der Schlacht bei Saint-Quentin), Seigneur de Poix et de Moreuil
- Antoine de Créquy († 1574), Seigneur de Poix, Moreuil, Bischof von Nantes, dann Bischof von Amiens, Kardinal, dessen Bruder; das Erbe geht an den Sohn seiner Schwester Marie, die 1543 Gilbert de Blanchefort geheiratet hatte.

## Familien Blanchefort und La Tremoïlle
- Antoine de Blanchefort Créquy († um 1600), Baron de Mirebeau, Seigneur de Saint-Janvrin, Sohn von Gilbert de Blanchefort und Marie de Créquy, erbte das Fürstentum Poix und die Herrschaft Moreuil beim Tod seines Onkels. ⚭ 1571 Catherine d'Aguerre. Ihr Sohn ist:
- Charles I. de Blanchefort Créquy († 1638), Prince de Poix, Seigneur de Moreuil, Marschall von Frankreich; ⚭ 1595 Madeleine de Bonne, Tochter von François de Bonne, duc de Lesdiguières, Connétable von Frankreich. Ihr Sohn ist:
- Charles II. de Blanchefort Créquy († 1630, vor seinem Vater); ⚭ 1620 Anne de Beauvoir du Roure († 1686). Ihr Sohn ist:
- Charles III. de Blanchefort Créquy († 1687), Prince de Poix, 1662 Duc de Créquy, Gouverneur von Paris; ⚭ 1653 Anne-Armande de Saint-Gelais de Lansac († 1709). Ihre Tochter ist:
- Marguerite de Blanchefort Créquy († 1711); ⚭ 1675 Charles Belgique Hollande de La Trémoille, Duc de Thouars, Fürst von Tarent, Gouverneur von Vitré, Premier Gentilhomme de la Chambre du Roi († 1709). Ihre Tochter ist:
- Marie Victoire Armande de La Trémoille († 1717); ⚭ 1696 Emmanuel Théodose de La Tour d’Auvergne, Duc de Bouillon, Comte d'Evreux, Pair de France, Grand chambellan de France. 1718 verkauften ihre Erben das Fürstentum Poix an Marguerite Thérèse Rouillé, Witwe von Jean François de Noailles, genannt Marquis de Noailles, und Armand Jean de Vignerot du Plessis, Duc de Richelieu.

Marguerite Thérèse Rouillé kaufte 1718 das Fürstentum Poix und begann, das Schloss zu restaurieren, um dort zu wohnen. Sie starb 1729 ohne Nachkommen und hinterließ Poix mit dem unvollendeten Schloss dem Neffen ihres ersten Ehemanns, Philippe de Noailles.

## Haus Noailles
- Philippe de Noailles (* 1715; † guillotiniert 1794), Comte de Noailles, Baron de Mouchy, 1729 (frz.) Prince de Poix, 1741 Grande von Spanien 1. Klasse, 1749 (frz.) Duc de Mouchy, 1775 Marschall von Frankreich; ⚭ 1741 Anne Claude Louise d'Arpajon (* 1729; † guillotiniert 1794). Ihr Sohn ist:
- Charles Adrien de Noailles (1747–1747), genannt Prince de Poix
- Louis Philippe de Noailles (1748–1750), genannt Prince de Poix, dessen Bruder
- Philippe-Louis-Marc-Antoine de Noailles (1752–1819), dessen Bruder, genannt Prince de Poix, 1787 (frz.) Duc de Poix, 1789 Deputierter des Adels der Bailliages Amiens und Ham in die Generalstände von 1789, 1794 Duc de Mouchy, 1814 Pair de France, 1817 Duc-Pair; ⚭ 1767 Anne Louise Marie Princesse de Beauvau-Craon (1750–1834). Ihr Sohn ist:
- Charles-Arthur-Tristan Languedoc de Noailles (1771–1834), 1817 (frz.) Duc-Prince de Poix, 1819 Duc de Mouchy, Pair de France; ⚭ 1790 Nathalie Lucie Léontine de Laborde (1774–1835)
- Just de Noailles (1777–1846), dessen Bruder, 1810 Comte de l’Empire, 1834 Duc de Mouchy, Prince-Duc de Poix; ⚭ 1803 Mélanie de Talleyrand-Périgord (1785–1863). Ihr Sohn ist:
- Charles Philippe Henri de Noailles (1808–1854), 1846 Duc de Mouchy, Prince-Duc de Poix; ⚭ 1834 Anne Marie Cécile de Noailles (1812–1858). Ihr Sohn ist:
- Antoine de Noailles (1841–1909), 1854 Duc de Mouchy Prince-Duc de Poix; ⚭ 1865 Anne Princesse Murat (1841–1924). Ihr Sohn ist:
- François de Noailles (1866–1900), Prince de Poix; ⚭ 1889 Madeleine Dubois de Courval (1870–1944). Ihr Sohn ist:
- Henri Antoine Marie de Noailles (1890–1947), 1909 Duc de Mouchy, Prince-Duc de Poix; ⚭ 1920 Marie de La Rochefoucauld (1901–1983). Ihr Sohn ist:
- Philippe François Armand de Noailles (1922–2011), 1947 Duc de Mouchy, Prince-Duc de Poix; ⚭ (1) 1948, geschieden 1974, Diane de Castellane (* 1927); ⚭ (2) 1978 Joan Douglas Dillon (* 1935). Sein Sohn aus erster Ehe ist:
- Antoine de Noailles (* 1950), 2011 Duc de Mouchy, Prince-Duc de Poix; ⚭ 1980 Isabelle Frisch de Fels (* 1955)